# Calendrier rumi
| Page d'un calendrier ottoman multilingue de 1911 : - la partie supérieure gauche montre la date rumi en turc ottoman : l'année 1327, Nisan 7 (٧ نیسان ١٣٢٧ ) ; - la même date julienne (7 avril, ΑΠΡΙΛΙΟΣ 7) et jour (jeudi, Πέμπτη) apparaît ci-dessous en grec avec l'année AD 1911 ; - à côté se trouve la date grégorienne (20 avril) et jour (jeudi) en français ; - au-dessus de ces deux est la date (30 avril, 30 Априлий) et jour (jeudi, Четвъртъкъ) en bulgare ; - sous le grec est arménien : avril (ԱՊՐԻԼ) et jeudi (ՀԻՆԳՇԱԲԹԻ) ; - la partie supérieure droite montre la date musulmane (21 Rebiülahir 1329, ١٣٢٩ ربيع الآخر أو ١٢) ; - la date hébraïque (22 Nisan 5671, 22 ניסן 5671) apparaît en bas. |

Le calendrier rumi (en turc : Rumi takvim) est un calendrier basé sur le calendrier julien dont la numérotation des années s'inspire du calendrier musulman, référencé sur l'Hégire. Il était utilisé dans l'Empire ottoman après la première tanzimat en 1839 ainsi que par son État successeur, la république de Turquie, jusqu'en 1926. Ce calendrier était en usage pour les affaires civiles, le calendrier musulman restant utilisé pour les affaires religieuses. Il s'agit d'un calendrier solaire.

## Histoire
Le calendrier rumi est adopté en 1840, pendant l'année 1256 du calendrier musulman. À partir de ce moment, l'année rumi avance au rythme des années solaires, conservant une différence constante de 584 ans avec l'ère chrétienne. L'année lunaire du calendrier musulman, plus courte, ne correspond plus à l'année rumi après quelque temps.
À partir du 1er mars 1917 (1333), le calendrier rumi s'aligne sur le calendrier grégorien, par la chute des 13 derniers jours de février.
L'année rumi débute le 1er mars jusqu'en 1917. L'année 1917 (1333) n'a que dix mois. L'année 1918 (1334) commence le 1er janvier.
À la fin de 1925 (1341), la république de Turquie abolit le calendrier rumi et le remplace par le calendrier grégorien standard, à compter du 1er janvier 1926. Les noms des mois et des jours conservent leurs noms turcs.